# Ifni-Krieg
Der Ifni-Krieg, in Spanien auch der vergessene Krieg (spanisch la Guerra Olvidada) genannt, war eine Serie von bewaffneten Einfällen von marokkanischen Aufständischen und einheimischen Sahraui in die Kolonie Spanisch-Westafrika. Der Krieg begann im Oktober 1957 und fand seinen Höhepunkt in der Belagerung von Sidi Ifni.
Der Konflikt ist Teil der Entkolonialisierung, die Afrika in der zweiten Hälfte des 20. Jahrhunderts durchlief. Die marokkanische „Sahara-Befreiungsarmee“ war hauptsächlich an den Kämpfen beteiligt und konnte nach Beendigung des Konflikts mit Frankreich ihre gesamten Ressourcen auf die Eroberung des spanischen Gebietes verwenden.

## Vorgeschichte
Die Stadt Sidi Ifni wurde 1860 in das spanische Kolonialreich aufgenommen. In den folgenden Jahrzehnten wurde das spanische Protektorat südlich der Stadt ausgedehnt; die spanische Herrschaft wurde auf der Kongokonferenz 1884 international anerkannt. 1946 wurden die verschiedenen Kolonien als Spanisch-Westafrika zusammengefasst.
Sofort nach der Unabhängigkeit von Frankreich 1956 begann Marokko einen großmarokkanischen Anspruch auf die spanischen Gebiete zu erheben, mit der Begründung, dass diese Gebiete historisch und geographisch zu Marokko gehörten. Der marokkanische Sultan Mohammed V. unterstützte diese Bestrebungen und unterstützte persönlich anti-spanische Verschwörer in Ifni.

## Verlauf

### Ausbruch der Kämpfe
Am 10. April 1957 brachen gewaltsame Demonstrationen gegen die Fremdherrschaft in Ifni aus, gefolgt von Streiks und der Ermordung von Spanientreuen. General Franco ließ im Juni zwei Bataillone der Spanischen Legion nach El Aaiún versetzen.
Als Antwort auf die spanische Mobilisierung sammelte sich die marokkanische Armee in der Nähe von Ifni, und am 23. Oktober 1957 wurden die zwei Dörfer außerhalb von Sidi Ifni, Goulimine und Bou Izarguen, von 1.500 marokkanischen Soldaten (Moukhahidine) besetzt. Damit begann die Einkesselung von Ifni. Zwei weitere Bataillone der Legion erreichten Spanisch-Sahara, bevor die Kämpfe begannen.

### Der Sturm auf Ifni
Am 21. November berichtete der spanische Geheimdienst, dass ein Angriff der Marokkaner von Tafraoute her unmittelbar bevorstehe. Zwei Tage später wurde die spanische Kommunikation unterbrochen, und 2000 marokkanische Soldaten stürmten spanische Garnisonen und Zeughäuser in und um Ifni.
Obwohl die Marokkaner bis nach Sidi Ifni kamen, wurden sie zurückgeschlagen. Zwei spanische Außenposten wurden aufgegeben und viele andere wurden belagert.

#### Tiluin
In Tiluin kämpften sechzig Tiradores (spanische und einheimische Milizangehörige) gegen eine Übermacht von Hunderten von Marokkanern. Am 25. November wurde eine Rettungsaktion gestartet. Eine Staffel von fünf CASA-2.111-Bombern (spanische Variante der Heinkel He 111) bombardierte die feindlichen Stellungen, während weitere fünf CASA-352-Transportmaschinen (spanische Version der Junkers Ju 52/3m) 75 Fallschirmjäger über dem Außenposten absetzten. Am 3. Dezember erreichten Soldaten des 6. Bataillons der spanischen Legion Tiluin, durchbrachen den Belagerungsring und eroberten den Flughafen. Das gesamte militärische und zivile Personal wurde auf dem Landweg nach Sidi Ifni evakuiert.

#### Telata
Die Befreiung von Telata war jedoch weniger erfolgreich. Am 24. November verließ eine Kompanie Fallschirmjäger der Spanischen Legion unter dem Befehl von Kommandant Ortiz auf mehreren alten Lastwagen Sidi Ifni. Mehrfach geriet der Trupp in marokkanische Hinterhalte. Am nächsten Tag waren mehrere Spanier verwundet, und man war gezwungen, die Straße zu verlassen. Am 26. November gingen die Lebensmittel zu Ende; auch die Munition wurde knapp. Die Spanier sahen sich nach erneuten Angriffen gezwungen, sich einzugraben. Verpflegung wurde per Flugzeug abgeworfen, aber die Verlustzahlen stiegen, und auch Kommandant Ortiz wurde getötet. Am 2. Dezember brachen eine Infanterieeinheit und die Verteidiger von Telata durch die marokkanischen Linien und warfen den Feind zurück. Die Überlebenden der Fallschirmjägerkompanie erreichten Sidi Ifni wieder am 5. Dezember. Sie hatten zwei Tote und vierzehn Verletzte zu beklagen.

### Belagerung von Sidi Ifni
Zu Beginn waren die marokkanischen Angriffe meistens erfolgreich. Innerhalb von zwei Wochen gelang es den Marokkanern und mit ihnen verbündeten Stämmen, die Kontrolle über den größten Teil von Ifni zu gewinnen und spanische Truppen, die sich im Landesinnern befanden, von der Hauptstadt zu isolieren. Simultane Angriffe wurden überall in Spanisch-Sahara durchgeführt, überall spanische Garnisonen überrannt und Konvois und Patrouillen überfallen. Die marokkanischen Einheiten brannten darauf, auf Ifni zu marschieren, da man vom Beginn eines Volksaufstandes ausging. Doch die Marokkaner unterschätzten die Stärke der spanischen Verteidiger. Diese wurden von See aus von der spanischen Marine versorgt und hatten kilometerlange Schützengräben und eine Unzahl Vorposten erbaut. Am 9. Dezember befanden sich 7500 Verteidiger in der Stadt. Die Belagerung dauerte bis Juni 1958 und verlief relativ unblutig, da sich Spanien und Marokko eher auf die Kämpfe in Spanisch-Sahara konzentrierten.

### Schlacht bei Edchera
Im Januar 1958 verstärkte Marokko seine Bemühungen im Kampf gegen Spanien und reorganisierte alle Armeeeinheiten zur „Sahara-Befreiungsarmee“ um.
Am 12. Januar griff eine Division der Sahara-Befreiungsarmee die spanische Garnison bei El Aaiún an. Der Angriff wurde zurückgeschlagen und die Marokkaner mussten sich zurückziehen. Am 13. Januar trafen marokkanische Einheiten bei Edchera auf zwei Kompanien des 13. Bataillons der Spanischen Legion und griffen sie an. Nach schweren und für beide Seiten verlustreichen Kämpfen zogen sich die Marokkaner zurück.

### Rückeroberung
Anfang Februar 1958 startete Spanien eine massive Offensive gegen die marokkanische Befreiungsarmee. Die 150 spanischen und französischen Kampfflugzeuge garantierten die vollkommene Lufthoheit.
Die marokkanische Bergfestung Tan-Tan fiel als erstes dem Bombardement und dem Bodenangriff zum Opfer. Die marokkanische Armee verlor 150 Soldaten und musste die Anlage aufgeben. Am 10. Februar wurden das 4., 9. und 13. Bataillon zu einer motorisierten Kampfgruppe zusammengefasst,  drängten die Marokkaner aus Edchera und stießen durch Tafurdat und Smara. Am 21. Februar griff die spanische Armee mit Unterstützung von französischen Kräften aus dem Fort Gouraud bei El Aaiún die Marokkaner an und vernichtete die marokkanische Armee zwischen Bir Nazaran und Ausert.

## Folgen
Am 2. April 1958 unterzeichneten die Regierungen von Spanien und Marokko das Abkommen von Angra de Cintra. Marokko erhielt die Region von Tarfaya (Kap-Juby-Streifen), zwischen dem Fluss Draa und dem  Breitengrad 27° 40′ Nord. Spanien behielt Sidi Ifni und Spanisch-Westafrika.
Nach internationalem Druck (UN-Resolution 2072 von 1965) musste Spanien Ifni 1969 an Marokko abtreten.